# القياس بالحبل

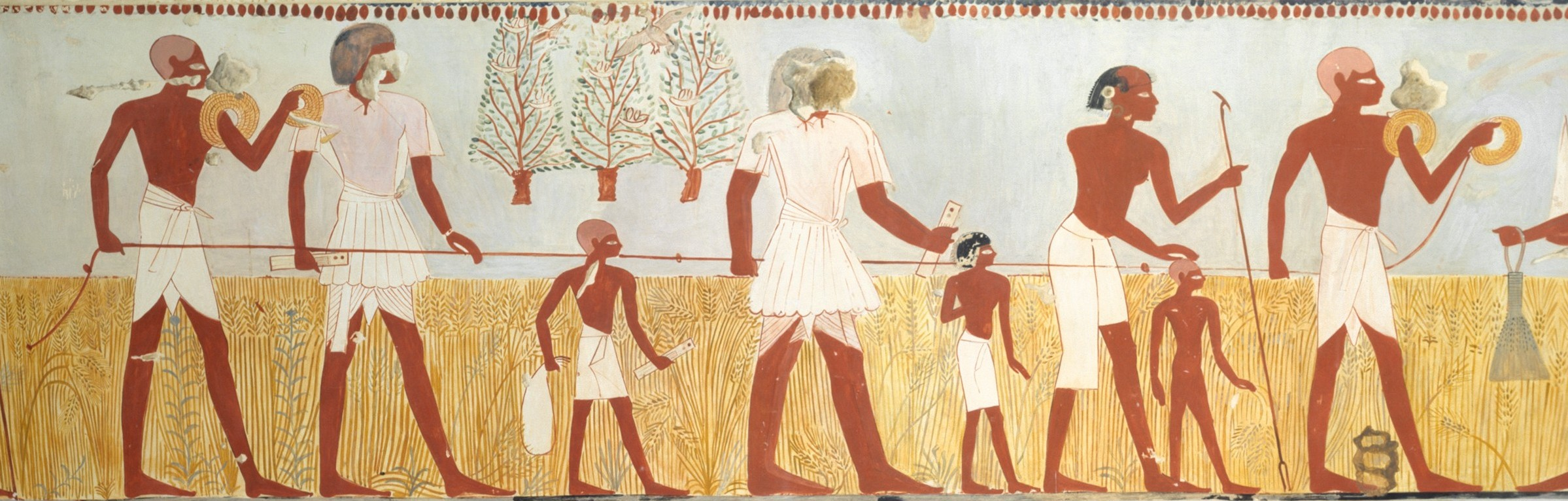
حبل يستخدم لقياس الحقول. مأخوذة من مقبرة مننا، مقبرة مننا

في مصر القديمة، كانت نقالة الحبل مساحًا يقيس ترسيم حدود الممتلكات العقارية والأساسات باستخدام حبال معقودة، ممتدة حتى لا يتدلى الحبل. تم تصوير هذه الممارسة في لوحات المقابر لمقبرة طيبة. تستخدم نقالات الحبال ثلاثية فيثاغورس 3-4-5 والشاقول، والتي لا تزال قيد الاستخدام من قبل المساحين الحديثين.

## تاريخ
كان التكليف ببناء مبنى مقدس جديد مناسبة مهيبة قام فيها الملوك المصريين وغيرهم من كبار المسؤولين شخصياً بمد الحبال لتحديد الأساس. هذا الاحتفال المهم، وبالتالي شد الحبل نفسه، يشهد على مدى 3000 عام من بداية عصر الأسر المصرية المبكرة إلى المملكة البطلمية.

## انتشار
انتشرت تقنية شد الحبل إلى اليونان القديمة والهند، حيث حفزت تطوير الهندسة والرياضيات.